# Nykhta
Nykhta (imenom Žana) je hrvatska producentica rodom iz okolice Zagreba.
U ranoj dobi svog života otkriva glazbu kao glavni element njenoga bića. Ona počinje slušati glazbu kao što su house, dance i nalazi sebe u techno glazbi. S vremenom je otkrila hardcore koji ju je opčinio tako što se je zaljubila u tu tešku vrstu glazbe. Počinje producirati u 15. godini života kada je počela raditi na različitim programima kao što su to Acid, FL Studio i Traktor DJ Studio. Nykhta sada radi s programima "Ableton Live" i "Absynth 4" pomoću kojih stvara vlastitu glazbu.
Ona je sada dio skupine Filth Factory koju je osnovao Viator koja je sastavljena od DJ-eva i producenata industrial hardcorea i drugih oblika techna.

## Vanjske poveznice
- MySpace stranica